# Aaron Tippin
Aaron Tippin (né le 3 juillet 1958) est un chanteur-compositeur de musique country. Il produit ses propres chansons. Son premier single, "You've Got To Stand For Something" en 1991, est arrivé neuvième dans le top 10 des singles des "Hot Country Songs", littéralement des chansons country chaudes. Il a enregistré neuf albums ainsi qu'une compilation de ses meilleures chansons.